# 加藤千晶
加藤 千晶（かとう ちあき）は、日本のミュージシャン。愛知県出身。生活総合事務所 Office K.（オフィスカラカサ）所属。

## 人物
ピアノ奏者、歌手として活動する一方、NHK Eテレ の子ども向け番組への楽曲提供や、CMソングの作曲家としても活動している。

## ディスコグラフィ
アルバム
- 『ドロップ横丁』（1997/05/06）
- 『ライラックアパート103』（2000/3/25）
- 『おせっかいカレンダー』（2005/8/24）
- 『蟻と梨』（2012/9/16）[2]

## 主な楽曲提供
NHK Eテレ ピタゴラスイッチ
- 「おんなじとこちがうとこ」（作詞・作曲）

NHK Eテレ いないいないばあっ!
- 「なれなれなあれ」（作詞）
- 「ふわふわ ふふふ わふわふ」（作詞・作曲）
- 「ゆうなのえかきうた」（作詞・作曲）
- 「クックトコ クックー」（作曲）
- 「バコンってば バ・コ・ン」（作詞）
- 「おにぎり おにぎり」（作詞・作曲）
- 「くるくるじゅーす」（作詞・作曲）
- 「かえる スッピョコタ」（作詞）
- 「くれよんのうた」（編曲）
- 「ことみのえかきうた」（作詞・作曲）
- 「こんにちは!ったらラッタンタン」（作詞）
- 「なんのおとキュキュキュ」（作詞）
- 「ぱぱぱやパン」（作詞）
- 「ぴくぽく とけい」（作詞）
- 「シュシュシュでハハハ」（作詞）
- 「それゆけ うんちっち〜!」（作曲）
- 「トイレでスー♪」（作詞）
- 「ポポイのポイ!」（作詞）
- 「うーたんのえかきうた」（作詞・作曲）
- 「だいこんどですか」（作詞）
- 「ふうかのえかきうた」（作詞・作曲）
- 「ワンワンのえかきうた」（作詞・作曲）

NHK Eテレ おかあさんといっしょ
- 「ほっとけーきはすてき」（作詞・作曲）
- 「ガチャゴチャガンボ！」（作詞・作曲）
- 「ねじまきジミー」（作詞・作曲）

日本相撲協会
- ハッキヨイ!せきトリくん 「ひよの山かぞえ歌」（作詞・作曲）

など多数。

## 歌唱
NHK Eテレ Eテレ0655&2355
- ねこのうた（『あたし、ねこ』）（唄）
- 犬のうた（『わたし、犬、いぬ』）（唄）

NHK みんなのうた
- 『四つ角のメロディー』（唄・作詞・作曲・編曲）

など